# 皮埃里亚专区
皮埃里亚专区（希臘語：Περιφερειακή ενότητα Πιερίας），是希腊中马其顿大区的一个专区。首府为卡泰里尼。专区面积为1,516平方公里，2011年人口数量为119,486人。

## 行政
在2011年卡利克拉提斯改革方案中，希腊所有州份被取消。原皮埃里亞州作为整体设立为皮埃里亚专区。皮埃里亚专区下分为3个市镇（括号内为地图中的数字）：
- 卡泰里尼（1）
- 迪翁-奥林波斯（2）
- 彼得那-科林兹罗斯（3）